# Arrow Rock State Historic Site Grave Shelter
L'Arrow Rock State Historic Site Grave Shelter est un édicule protégeant des tombes à Arrow Rock, dans le comté de Saline, au Missouri, dans le centre des États-Unis. Située au sein de l'Arrow Rock State Historic Site, cette structure dans le style rustique du National Park Service est inscrite au Registre national des lieux historiques depuis le 27 février 1985.